# Холместранд
Холместранд (норв. Holmestrand) је насељено место у Норвешкој у округу Вестфолд. Има статус града од 1752.